# Беэр-Товия (региональный совет)
Беэр-Товия (ивр. באר טוביה‎) — региональный совет в Южном административном округе Израиля, в пустыне Негев.
В региональный совет входят 23 населённых пунктов: 1 кибуц, 19 мошавов и 3 общинных поселения.

## История
Мошавы «Беэр-Товия» и «Кфар-Варбург» были первыми еврейскими поселениями в этом районе, и они существовали посреди многих арабских деревень. После войны за независимость и ухода арабов из этого региона, это место оставалось пустынным, и в 1949 году здесь было создано девять мошавов. Эти мошавы вместе с новообразованным мошавом Бицарон и кибуцами Кедма и Хацор-Ашдод были объединены в конце 1949 года во временный региональный совет. В 1950 году был образован постоянный региональный совет «Беэр-Товия», названный по первому мошаву в этом районе — Беэр-Товия.

## Население
По статистическим данным Центрального статистического бюро Израиля население регионального совета на 2024 год составляет 23 603 человек.